# Aurajoki
Aurajoki è un fiume lungo 70 km situato a Turku, in Finlandia. Il fiume inizia a scorrere da Oripää a Turku e il fiume Aurajoki sfocia nel mare Saaristomeri.
Il fiume Aurajoki era precedentemente utilizzato per l'estrazione di acqua grezza a Turku ed è stato arginato in diversi punti. La maggior parte delle modifiche al letto del fiume sono state apportate sul fondo del fiume.
Gli è stato dedicato un asteroide, 1488 Aura.